# Hohenwettersbach

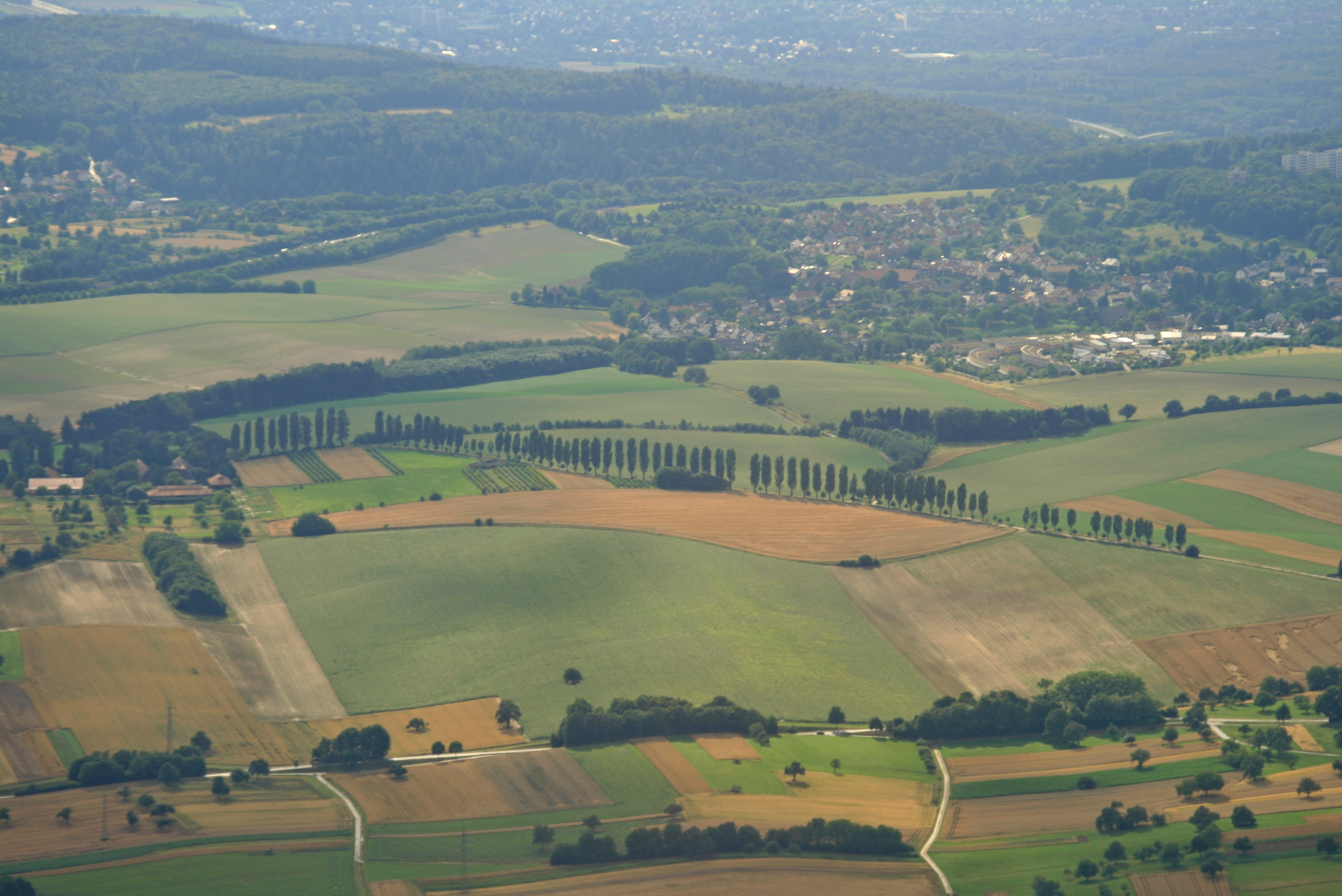
Hohenwettersbach oben rechts im Luftbild von 2014

Hohenwettersbach gehört zu den Bergdörfern von Karlsruhe. Es liegt östlich von Durlach auf dem Berg zwischen Wolfartsweier und Grünwettersbach. Seit Januar 2021 gehört Hohenwettersbach zum Naturpark Schwarzwald Mitte/Nord.

## Allgemein

### Politik
Die Ortsverwaltung Hohenwettersbach hat ihren Sitz im Rathaus. Hohenwettersbach wird von der ehrenamtlichen Ortsvorsteherin Elke Ernemann (SPD) und einem achtköpfigen Ortschaftsrat geführt.
Bei der Kommunalwahl 2019 war Hohenwettersbach der Karlsruher Stadtteil mit der höchsten Wahlbeteiligung (75,2 Prozent der Wahlberechtigten). Mit 32,8 Prozent lagen die Grünen hier deutlich vor CDU und SPD.

### Busverbindung
Hohenwettersbach wird von den KVV-Buslinien 24, 44 sowie der „NightLiner“-Nachtbuslinie NL-ALT11 (Anruflinientaxi) bedient.

## Geschichte
Hohenwettersbach wurde 1262 erstmals unter dem Namen Dürrenwettersbach erwähnt (da wohl durch die geografische Lage immer Wassermangel herrschte).
Am 19. Dezember 1971 wurde der Eingemeindungsvertrag in Hohenwettersbach durch Bürgermeister Erwin Gräber und Oberbürgermeister Otto Dullenkopf unterzeichnet. Der Vertrag trat am 1. Januar 1972 in Kraft.
Adalbert von Gontard (1900–1976), stellvertretender Vorsitzender des Verwaltungsrates von Anheuser-Busch und ein Sohn von Paul von Gontard, besaß seit 1960 einen Gutshof in Hohenwettersbach und wurde auf dem Friedhof in Hohenwettersbach beigesetzt.

## Institutionen, Organisationen und Vereine

### Schulen
- Schule im Lustgarten (Grundschule)

### Kindergärten
- Evangelischer Kindergarten Regenbogen
- Städtischer Kindergarten Wiesenwichtel

### Kirchen
- Evangelische Kirche Hohenwettersbach-Bergwald
- Katholische Kirche St. Konrad

### Feuerwehr
- Freiwillige Feuerwehr Karlsruhe, Abteilung Hohenwettersbach

### Vereine
- Sportverein Hohenwettersbach
- Deutsches Rotes Kreuz Hohenwettersbach
- Hohenwettersbacher Tennis-Club e. V.
- Musikverein Hohenwettersbach
- Hohenwettersbacher Selbstständige e. V.
- Siedlergemeinschaft Hohenwettersbach
- Freunde und Förderer der Schule im Lustgarten
- Liedertafel 1873 Hohenwettersbach
- Jugendfeuerwehr Hohenwettersbach
- KjG St. Thomas (Katholische Junge Gemeinde)